# Farsou
Les farsous ou farçous (en occitan farson [faɾˈsu]) sont un plat de ménage rouergat.

## Étymologie
Farsou, terme rouergat désignant une petite portion de farce. La racine du mot est fars (farce en français).

## Préparation
Ils sont composés d'un hachis salé et poivré fait avec du lard gras, du vert de blette, du persil, de la viande de cochon, des œufs, de la farine de blé pour obtenir une farce. Le tout peut être humidifié avec un peu de lait. Cependant, les recettes en sont variées et nombreuses, avant tout composées des ingrédients produits sur place et de la saison.  
La cuisson se fait soit frit à la poêle ou dans un plat allant au four (dans ce cas ce plat se dénomme farsun en rouergat). La technique est de déposer avec une cuillère à soupe des formes rondes de farce puis cuire à feu doux en les retournant de temps en temps.

## Accord mets/vin
Culturellement, et, à l'origine, par nécessité, ce mets est consommé avec un blanc ou rouge du pays comme le côtes-de-millau pour le plus connu. L'accord avec des vins d'autre terroirs est cependant possible (entraygues-et-du-fel, estaing, etc ...).